# Agrilus uenoi
Agrilus uenoi es una especie de insecto del género Agrilus, familia Buprestidae, orden Coleoptera.
Fue descrita científicamente por Kurosawa, 1963.

## Distribución
JAPÓN: Kyushu, Islas Ryukyu, Tsushima.